# Francisco José Luís Viana
Francisco José Luís Viana (Rio de Janeiro,  — Desterro, 5 de novembro de 1886) foi um cirurgião e político brasileiro.
Filho de Bento José Luís Viana e de Florentina Maria de Jesus.
Foi deputado à Assembléia Legislativa Provincial de Santa Catarina na 18ª legislatura (1870 — 1871).
Foi cirurgião da 2ª Divisão da Companhia de Aprendizes Marinheiros de Laguna (1874).